# Silene heuffelii
Silene heuffelii là loài thực vật có hoa thuộc họ Cẩm chướng. Loài này được Soó miêu tả khoa học đầu tiên năm 1963.